# Logansport (Indiana)
Logansport è una città degli Stati Uniti d'America situata nella Contea di Cass, nello Stato dell'Indiana.
La popolazione era di 19 350 abitanti nel censimento del 2006.

## Etimologia
Il primo insediamento della cittadina di Logansport risale intorno al 1826, fu chiamata così per un soldato mezzo Shawnee di nome James Renick-Logan, meglio noto come "Captain Logan" che servì da scout per le forze statunitensi nell'area circostante durante la guerra del 1812. Il "Wabash and Erie canal" raggiunse Logansport nel 1837, contribuendo con il "porto" al nome di Logan facendolo diventare Logan's Port e successivamente Logansport.

## Storia
La cittadina di Logansport fu fondata intorno al 1826, essa ospita un carosello Dentzel rinnovato,una delle tre giostre per serraglio Dentzel più vecchie intatte.
All'inizio del XX secolo, Logansport ospitava la pionieristica compagnia automobilistica Company Rutenber che aveva sede in precedenza a Chicago e che si ribattezzò Western Motor Company quando si trasferì a Logansport. Edwin Rutenber ha fondato la Western Motor Company dopo aver inventato il primo motore a quattro cilindri per automobili.